# Plêiades de Berlim
As Plêiades de Berlim (Die Berliner Schule ou Das Berliner Siebengestirn (die Plejaden) foram um grupo de jogadores alemães de xadrez do século XIX. O grupo era formado por:
- Paul Rudolf von Bilguer, tenente do exército e autor do livro Handbuch des Schachspiels, o mais influente livro por quase 90 anos;
- Ludwig Bledow, professor de matemática e co-fundador do grupo;
- Wilhelm Hanstein, funcionário público;
- Bernhard Horwitz, pintor e jogador profissional;
- Barão Tassilo von Heydebrand und der Lasa, diplomata prusso e historiador do xadrez.;
- Carl Mayet, advogado e juiz;
- Carl Schorn, pintor.[1]

## Galeria de imagens

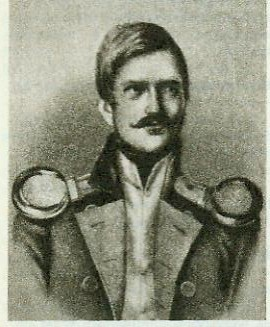
Paul von Bilguer
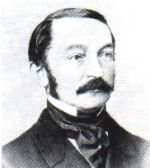
Ludwig Bledow
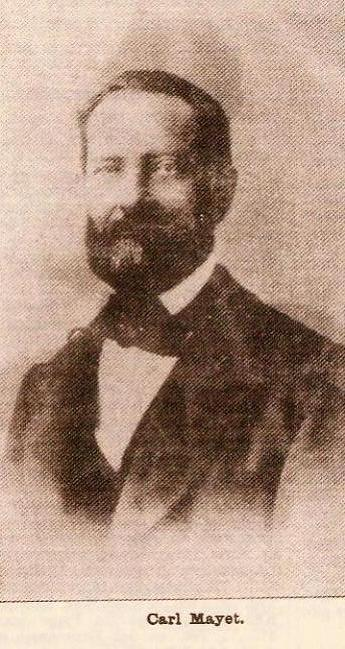
Carl Mayet
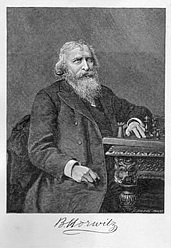
Bernhard Horwitz
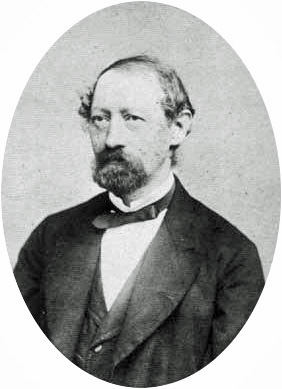
Von der Lasa
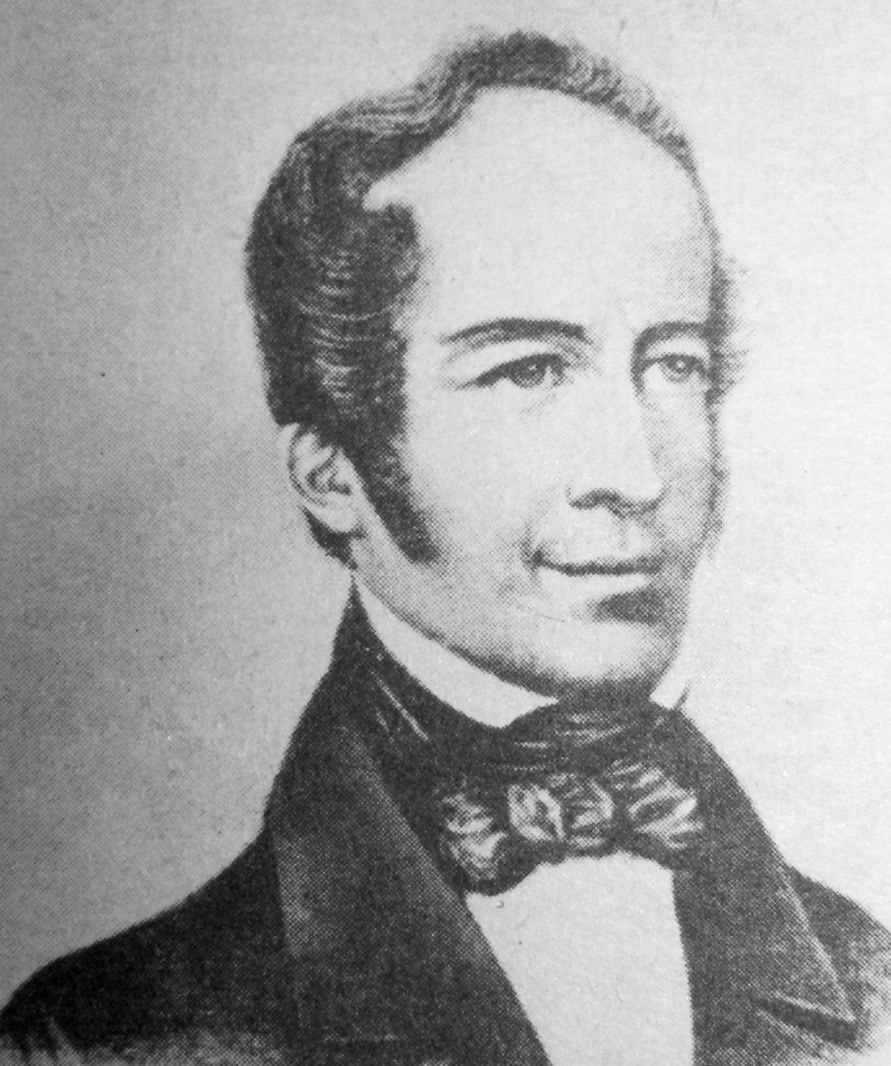
Wilhelm Hanstein
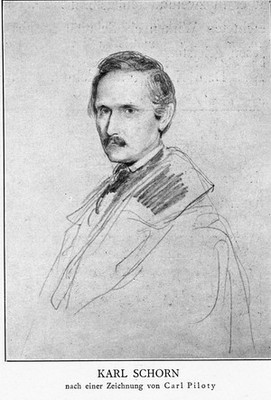
Carl Schorn